# 库富朗斯
库富朗斯（法語：Couffoulens，法語發音：[kufulɛ̃s] ⓘ）是法国奥德省的一个市镇，属于卡尔卡松区。

## 地理
库富朗斯（43°9'19"N, 2°18'23"E）面积9.47 平方千米，位于法国奧克西塔尼大區奥德省，该省份为法国南部沿海省份，北起塔恩省，西北接上加龙省，西接阿列日省，南至东比利牛斯省，东临地中海，东北与埃罗省接壤。
与库富朗斯接壤的市镇（或旧市镇、城区）包括：卡尔卡松、卡瓦纳克、勒克、波马、普雷克桑、鲁菲亚克多德、鲁朗斯、韦尔泽耶。

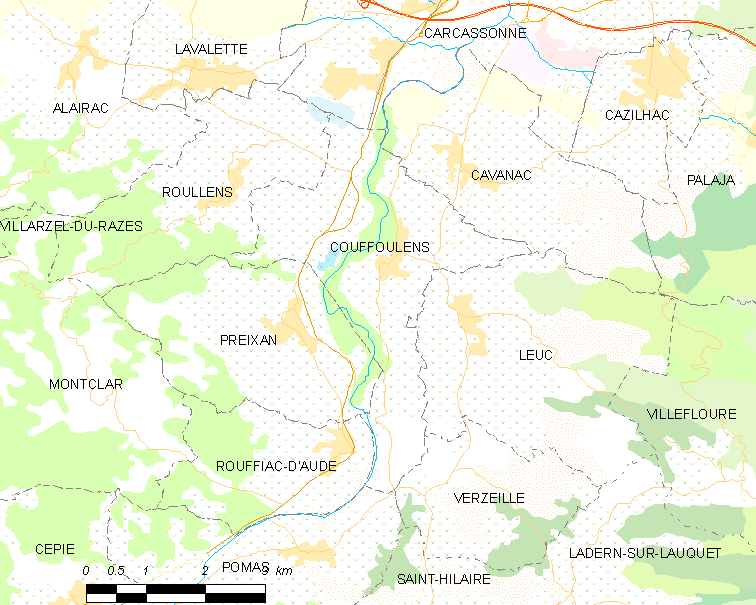
库富朗斯的OSM定位图

库富朗斯的时区为UTC+01:00、UTC+02:00（夏令时）。

## 行政
库富朗斯的邮政编码为11250，INSEE市镇编码为11102。

## 政治
库富朗斯所属的省级选区为卡尔卡松第二县。

## 人口

1962-2008年间库富朗斯人口变化图示

库富朗斯于2022年1月1日时的人口数量为538人。